# ヤダケ

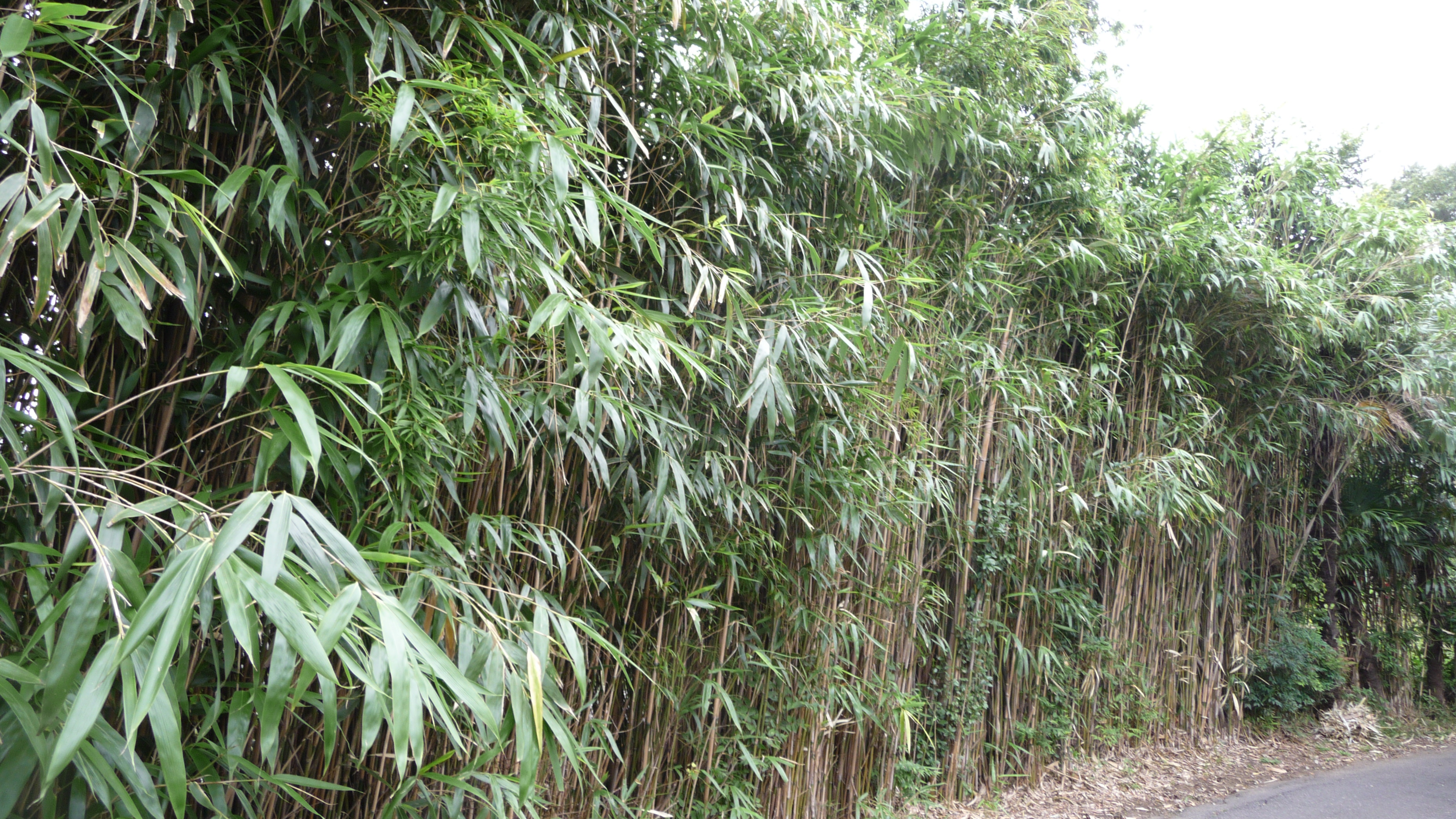
ヤダケの繁み (竹は目測で直径15〜25mm、千葉県市川市）

ヤダケ（矢竹）は常緑多年生のタケ亜科の植物。タケ（竹）と付いているが、成長しても皮が桿を包んでいるため笹に分類される（大型のササ類）。種名は矢の材料となることから。本州・四国・九州に分布する。植栽によって日本各地に広がったと考えられる。別名ヘラダケ、シノベ、ヤジノ、シノメ。

## 特徴

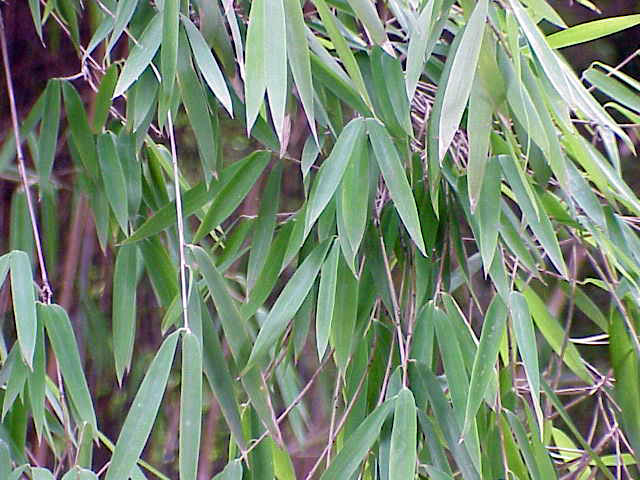
葉

根茎は地中を横に這い、その先から粗毛のある皮を持った円筒形で中空の茎（桿）が直立。茎径は5～15mm。茎上部の節から各1本の枝を出し分枝する。節は隆起が少なく、節間が長いので矢を作るのに適す。竹の皮は節間ほどの長さがあるため、見える稈の表面は僅かである。地下茎は遠くへ走らない。全長2~5m。
葉は無毛、大型で長さ20～30cm、鮮緑色で先端が下垂、互生、分枝した各枝先に3~10枚つく。葉面は緑色で滑らか、革質で裏は白緑色、先の尖った卵長細形あるいは葉被針長形、平行脈で、葉縁はざらつく。葉鞘は革質で剛毛が粗い。退化葉は線形で先が尖る。まれに鞘口毛を有する。
夏に緑色の花が咲く。花径は0.3~1cmで茎に枝の長い円錐花序、中軸から小柄を出し先に小穂数個つける。小穂は2列の花約10個からなり、花（小穂）小枝に密着。花皮は針長形で1.3～1.4cm、護頴は卵形で16-17脈あり、内頴は短く背肋が2本、おしべが3～4本。 
昔は矢軸の材料として特に武家の屋敷に良く植えられた。現在は庭園竹として植栽され、盆栽にも向く。矢の他、筆軸、釣り竿、キセルの羅宇、装飾用窓枠に利用されている。

## 変種・品種
- ラッキョウヤダケ（辣韮矢竹） var. tsutsumiana Yanagita - 1934年（昭和9年）に茨城県水戸市の庭園で秘培されていたものが柳田由蔵により発見紹介されたもの。桿の高さは1.5~2m程で、節間がラッキョウのような形に膨れる。地下茎もまた数珠状に膨らむ。かたちの面白さから箸置きなどの細工物などに利用される。枝は中部以上の節から1本ずつ出て、更に小枝をつける。
- アケボノスジヤダケ（曙筋矢竹） f.akebonosuji Muroi et H.Okamura - 春先に出る新葉にほのかな曙状の白斑と鮮明な緑色の条斑が入る。